# Полетики
- Полетика, Александр Михайлович (1800—1857) — полковник Кавалергардского полка, действительный статский советник, камергер.
- Полетика, Андрей:[править]  -  Полетика, Андрей Андреевич — черниговский наместник и губернский предводитель дворянства, автор «Дневника пребывания Екатерины II в Киеве, в 1787 году», брат Григория и Ивана Андреевичей.
  -  Полетика, Андрей Константинович (род. 1970) — потомок дворянского рода, писатель.
- Полетика, Василий:[править]  -  Полетика, Василий Аполлонович (1822—1888) — русский горный инженер, промышленник, журналист и издатель.
  -  Полетика, Василий Григорьевич (1765—1845) — историк, сын Григория Андреевича Полетики
- Полетика, Григорий Андреевич (1725—1784) — писатель, брат Андрея и Ивана Андреевичей.
- Полетика, Елизавета Александровна (1832—1854) — единственная дочь Идалии Григорьевны Полетики и Александра Михайловича Полетики. Вошла в историю как «спасительница» Н. Н. Пушкиной от Дантеса.
- Полетика, Иван Андреевич (1722—1783) — русский врач, брат Андрея и Григория Андреевичей.
- Полетика, Идалия Григорьевна (1807/1811—1889) — внебрачная дочь графа Григория Александровича Строганова (1770—1857), одна из активных фигур в стане светских врагов и гонителей А. С. Пушкина.
- Полетика, Михаил:[править]  -  Полетика, Михаил Иванович (1768—1824) — секретарь императрицы Марии Фёдоровны.
  -  Полетика, Михаил Фёдорович (1922—2003) — советский и российский учёный.
- Полетика, Николай Павлович (1896—1988) — русский историк, журналист, специалист в области новой истории и экономической географии.
- Полетика, Пётр:[править]  -  Полетика, Пётр Иванович (1778—1849) — дипломат, сенатор, сын Ивана Андреевича.
  -  Полетика, Пётр Яковлевич (1884—после 1910) — русский политический деятель, один из руководителей молодёжного крыла казанского правомонархического (черносотенного) движения, публицист, юрист.
- Полетика, Тамара Владимировна (1922—2011) — советский и российский художник-мультипликатор.
- Полетика, Яков Петрович (1857 или 1858—1905) — российский медик, Николаевский, Владивостокский городовой врач.

## Описание герба
Щит, разделённый на две части, имеет верхнюю малую и нижнюю пространную, из коих в верхней в голубом поле изображен золотой Крест; а в нижней в серебряном поле выходящая из Облака рука в Латах держит крестообразно три Стрелы. остриями вниз обращённые к красному Сердцу.
Щит увенчан двумя шлемами, с дворянскими на них Коронами, на поверхности которых видны с правой стороны два распростертые черные Орлиные крыла, а с левой три Страусовые пера. Намёт на щите красного и голубого цвета, подложенный серебром и золотом. Герб рода Полетиков внесён в Часть 4 Общего гербовника дворянских родов Всероссийской империи, стр. 127.